# Fodbold (bold)
 Der er for få eller ingen kildehenvisninger i denne artikel, hvilket er et problem. Du kan hjælpe ved at angive troværdige kilder til de påstande, som fremføres i artiklen.

En fodbold er en kugleformet bold af læder eller et syntetisk materiale med en oppustelig gummiblære indeni. Bolden benyttes i spillet fodbold. 
Fodbolde findes i flere forskellige størrelser alt efter hvilken aldersgruppe, som skal spille med dem:
- Str. 3: Bruges til U8, har en omkreds på 62-63,5 cm. og vejer 330-360 gram
- Str. 4: Bruges fra U9 til U14, har en omkreds på 63,5-66 cm. og vejer 330-390 gram
- Str. 5: Bruges fra U15 og ældre årgange. Den skal have en omkreds på 68-70 cm. og vejer 410-450 gram [1]

Bolden består almindeligvis af 20 lædersekskanter og 12 læderfemkanter. Netop denne type bold blev markedsført i Danmark som det første sted i verden i 1962 af Select..

## Geometri
Bolden kan siges at være et afkortet ikosaeder, således at ikosaedrets 12 hjørner er skåret af. At der er netop 20 sekskanter og 12 femkanter, hænger sammen med at ikosaedret og dodekaedret er hinandens duale polyedre. Siden Selects opfindelse af de 32 felter, er bolden blevet forbedret med både en 24-felters version og en 42-felters version.[kilde mangler]